# ニュルンベルク交通博物館
ニュルンベルク交通博物館（ニュルンベルクこうつうはくぶつかん、ドイツ語: Verkehrsmuseum Nürnberg）は、ドイツ・ニュルンベルクに存在する、ドイツ鉄道が運営するDB博物館 (DB Museum) と通信博物館 (Museum für Kommunikation) から構成される博物館である。また、コブレンツにDB博物館コブレンツ、ハレ (ザーレ)にDB博物館ハレ (ザーレ)の2箇所の支館が存在する。ヨーロッパでも最古に近い技術に関する博物館である。2007年2月より、DB博物館の正式名称は「ドイツ鉄道株式会社の企業博物館」 (Firmenmuseum der Deutschen Bahn AG) となっている。ヨーロッパ産業遺産の道におけるアンカーポイントとなっている。

## DB博物館

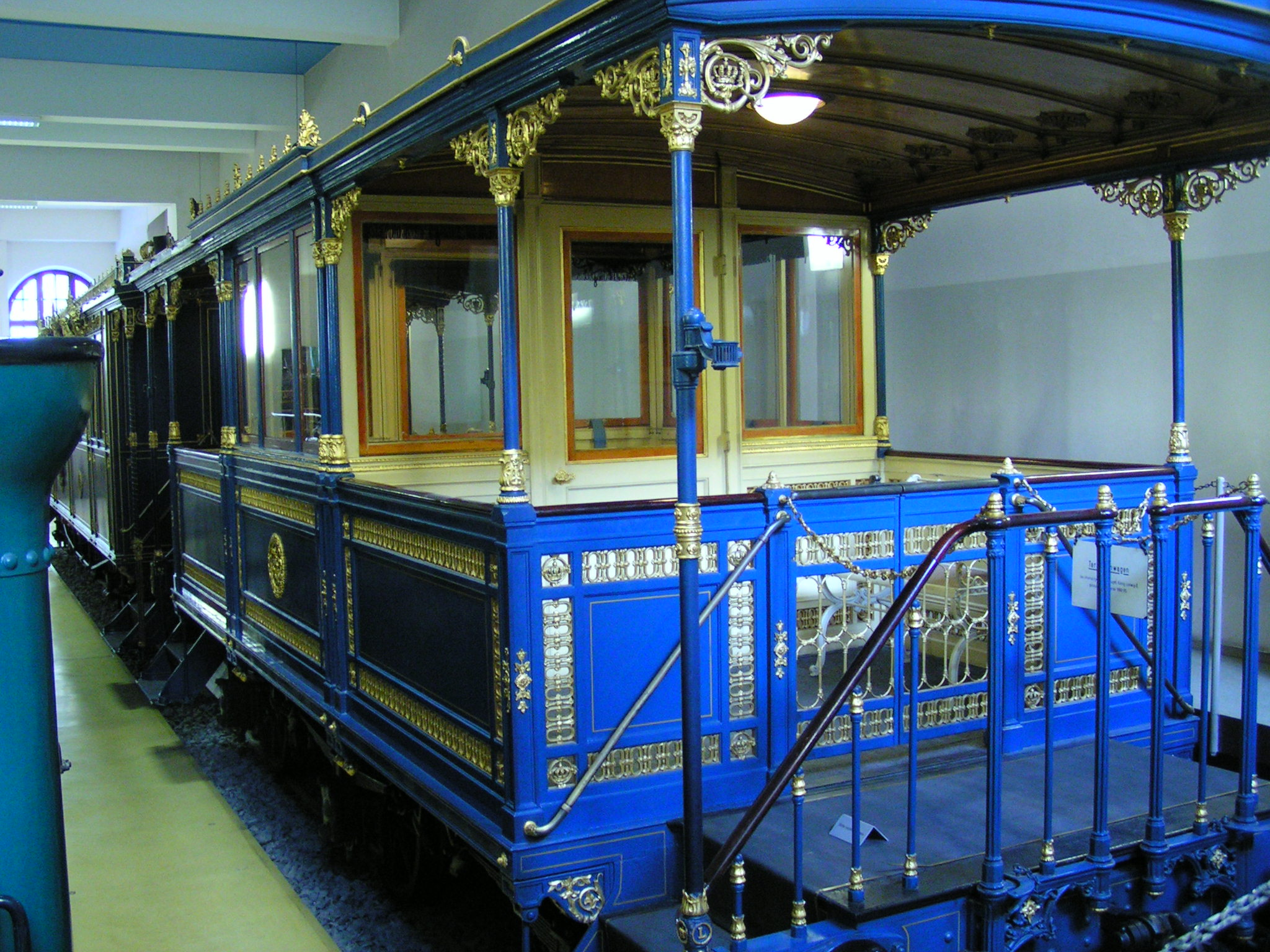
ルートヴィヒ2世のお召し列車

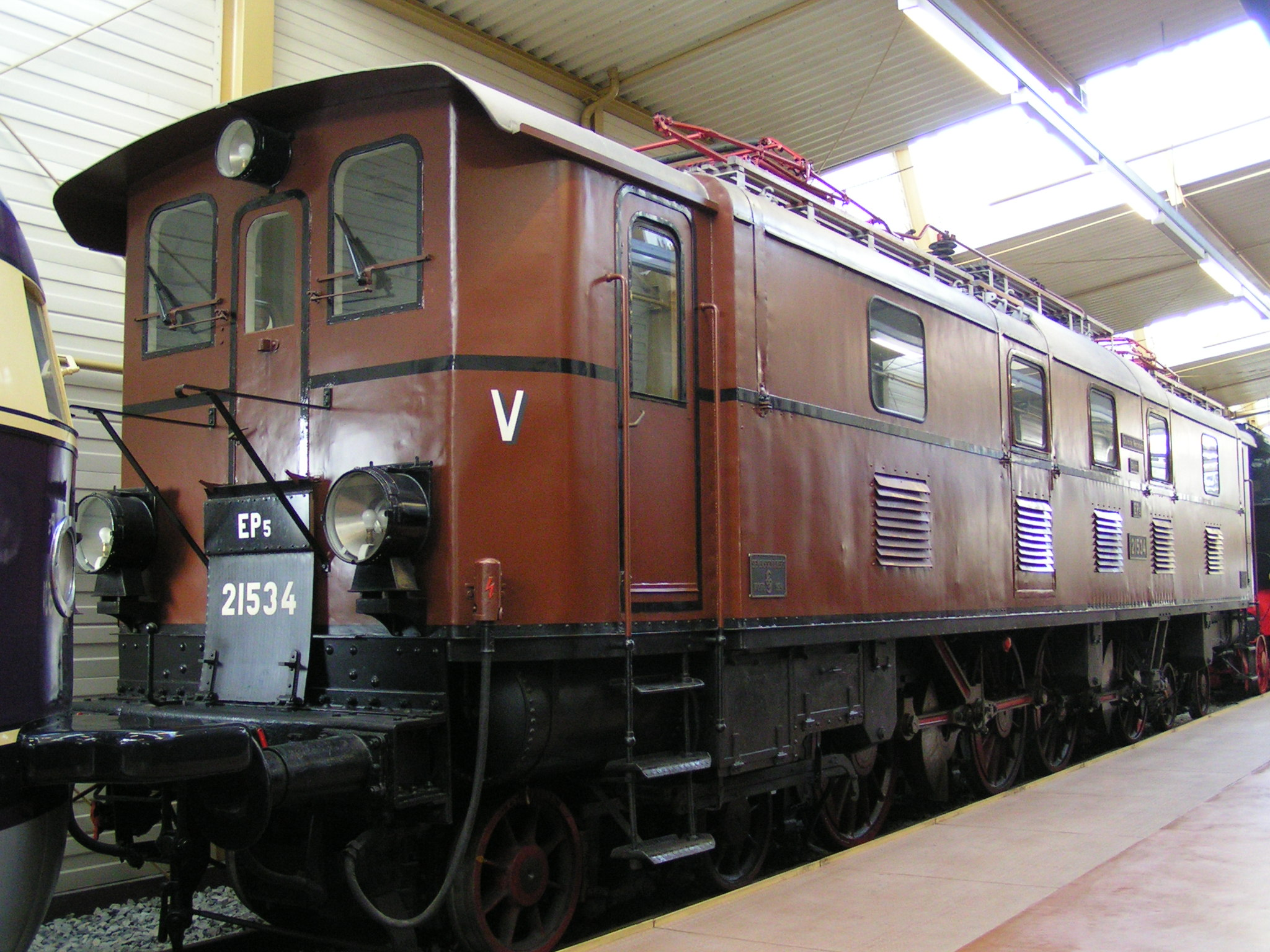
車両ホールに展示されているEP5型電気機関車（後のE52型あるいは152型）

### 歴史
こんにちのDB博物館の前身は、1899年にバイエルン王立鉄道博物館として設立された。これはドイツでもっとも古い鉄道博物館である。現在はドイツ鉄道株式会社博物館で、会社の博物館であり、また鉄道の歴史を展示している。
現在の建物は1925年に建設された。
1953年に博物館が再開館した。最初の年には18,000人ほどの来館者であったが、1969年には90,000人を超えた。
1996年7月1日に、ドイツ鉄道は博物館を連邦鉄道基金 (Bundeseisenbahnvermögen) から1 ドイツマルクという象徴的な価格で買収した。同時に、以前ニュルンベルク産業遺産博物館 (Museums Industriekultur) の館長をしていたユルゲン・フランツケ博士 (Dr. Jürgen Franzke) が館長に任命された。ドイツ鉄道は博物館の100周年に向けて、600万ドイツマルクまでの投資を計画した。
2009年には、130,000人の来館者があった。

### 車両の展示

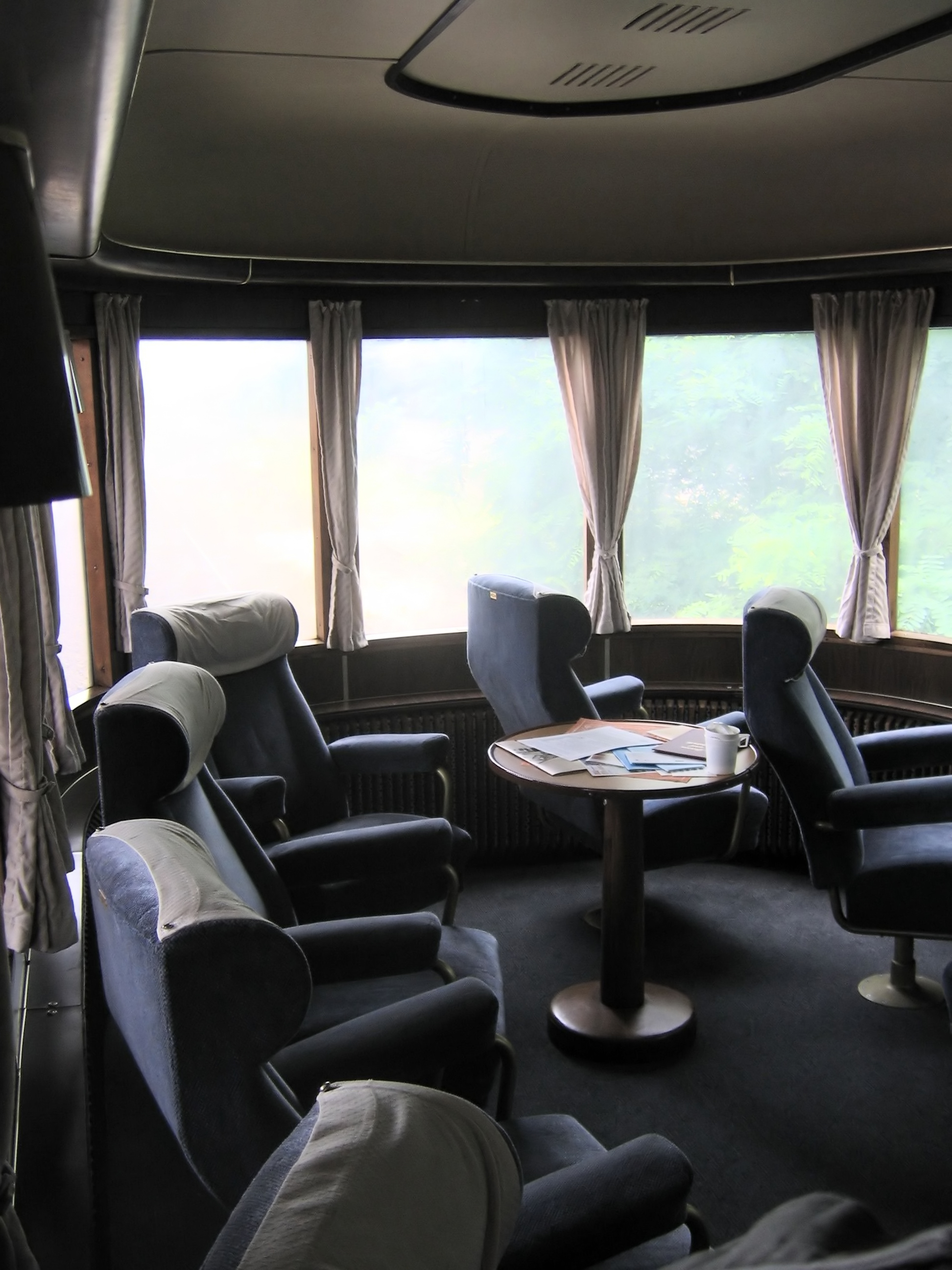
特急「ブラウエル・エンツィアン」に使用されたヘンシェルヴェーグマンの展望車サロン内部

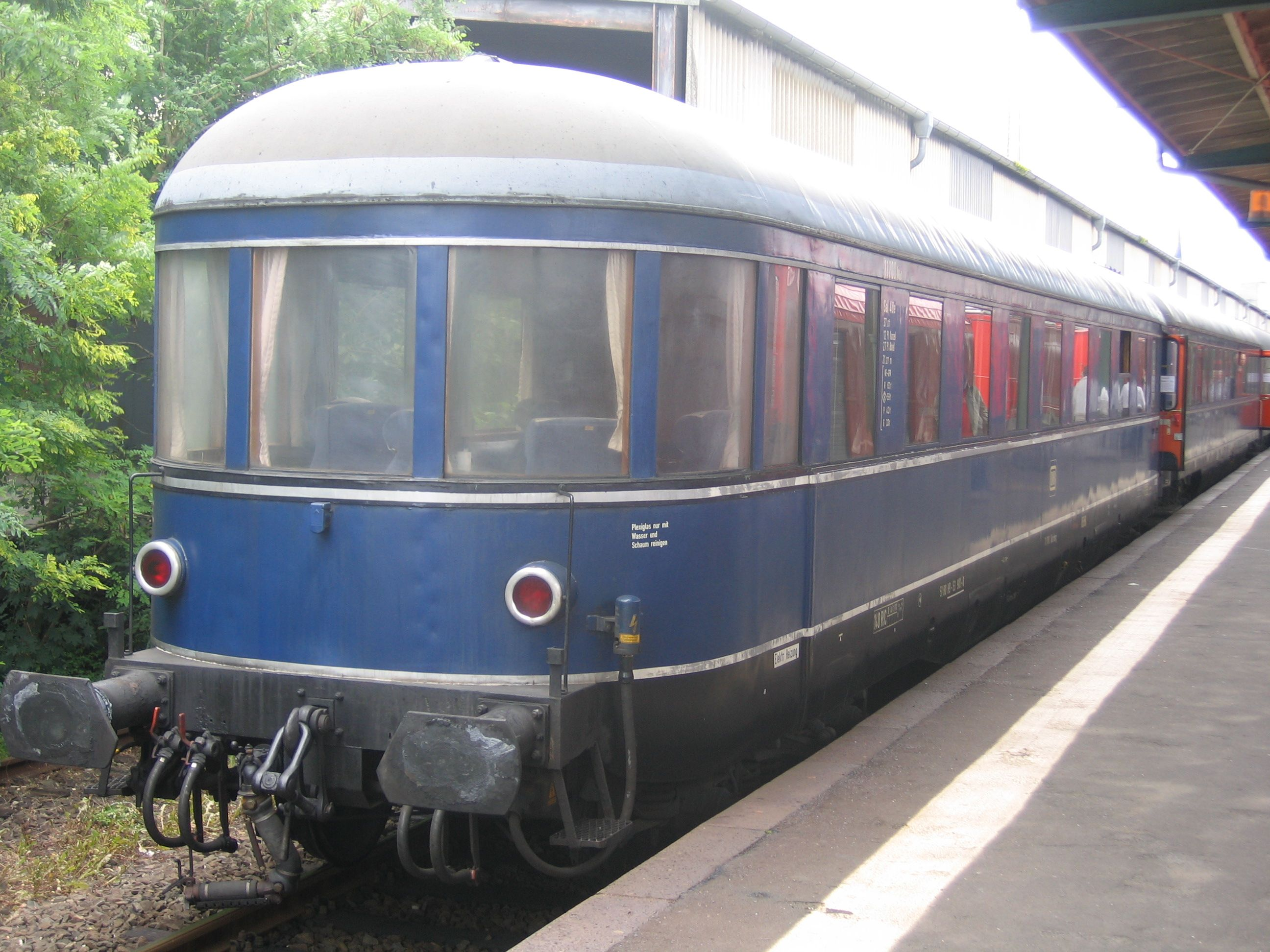
特急「ブラウエル・エンツィアン」に使用されたヘンシェルヴェーグマンの展望車の外部

保存されている鉄道車両の中で主なものとしては、以下のようなものがある。
- ルートヴィヒ2世のお召し列車の一部。
- 流線形のドイツ国鉄05形蒸気機関車
- 1950年代のTEE用ディーゼル列車。
- イングランドのニューカッスル・アポン・タインのサウスヘットン炭鉱で使われていた1829年製の石炭車、イギリス国立鉄道博物館からの永久貸与による。ヨーロッパ大陸で現存する中ではもっとも古い車両である。馬匹牽引および機関車牽引の両方で使われた。
- ドイツで製造された中で現存する最古の蒸気機関車である「ノルトガウ号」（Nordgau、北部地域という意味）。1853年製。
- 王立バイエルン邦有鉄道S2/6型蒸気機関車
- ドイツ国鉄E19型蒸気機関車 (DRB-Baureihe E 19)
- ディーゼル列車フリーゲンダー・ハンブルガーの一部。
- ICE3の先頭車の一部のモックアップ。

保存車両の一部は博物館そのものには置かれておらず、博物館とは道路を挟んで向かいにある車両ホールに置かれているものがある。これ以外にも博物館は多くの歴史的な車両を保有しており、特別なイベントに際して使用される。

### 模型の収蔵
ほかの展示として、19世紀末以来集められてきた10分の1スケールの160両分の鉄道模型が、およそ1,000 平方メートルのスペースに収蔵されている。作られてから100年以上のものもあり、精密さが傑出したものである。最初の模型は、1882年にバイエルン王立邦有鉄道 (de:Königlich Bayerische Staatseisenbahnen) の実習生が作ったものである。
また、中を歩けるようになっているトンネルや踏切、鉄道信号機や分岐器、映像と音のでる運転シミュレータなどが備えられている。

### 鉄道模型

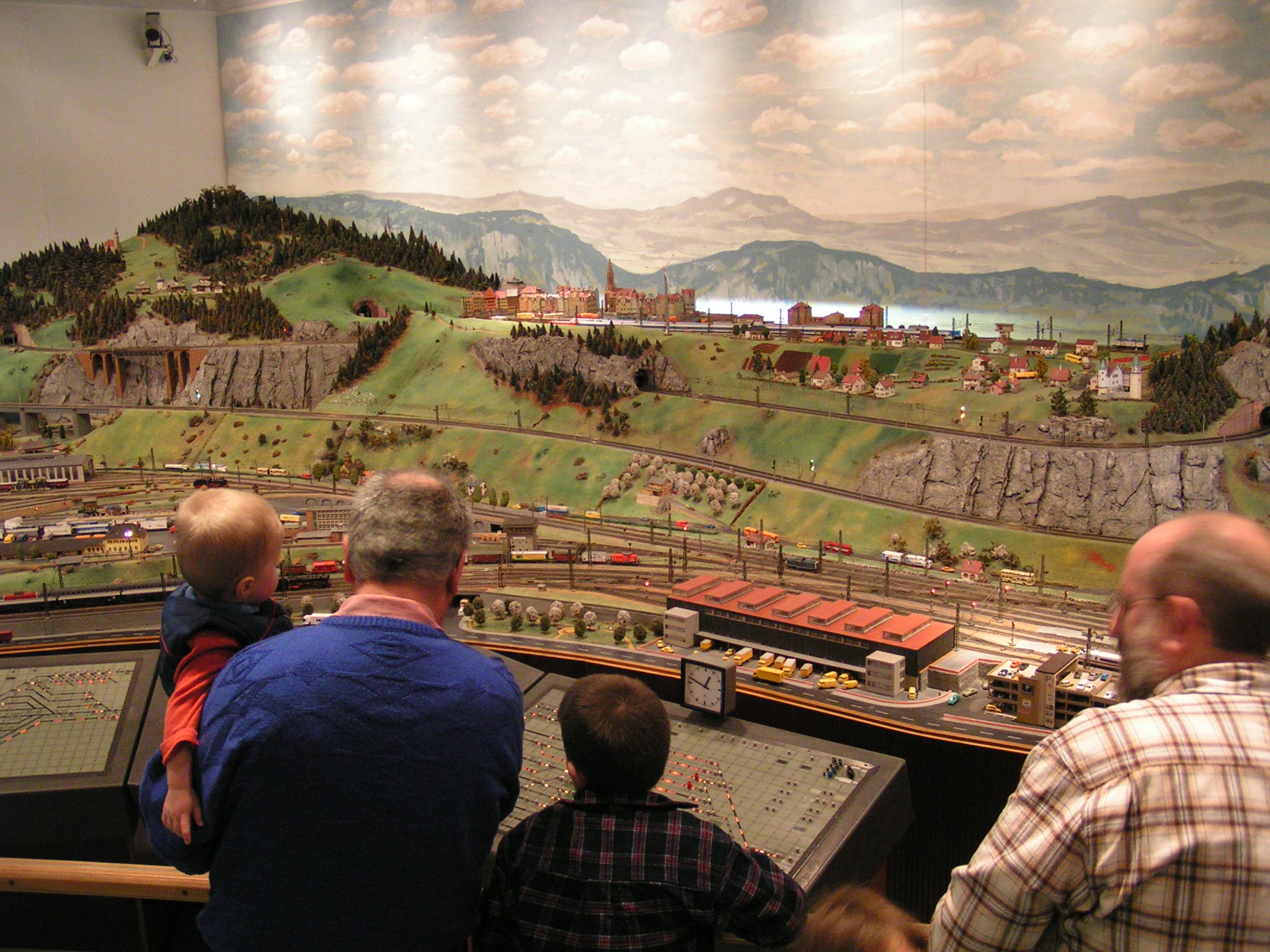
鉄道模型の展示

約80平方メートルの広さの鉄道模型で、鉄道の運行の展示を行っている。開館時間中は30分おきに、鉄道運行の基本概念の説明を行う約10分にわたる展示を行う。1960年代から1970年代にかけての、約5,000の継電器を用いた継電連動装置で制御している。

### 図書室
博物館内には、鉄道に関する書籍およそ40,000点を収蔵する図書室がある。開架式図書室は平日のみ公開されており、無料の登録をした後に利用できる。図書館間相互貸借をすることはできない。
収蔵庫には、棚の長さにしてのべ4 km分に及ぶ文書、120万点の写真ネガ、10万点の画像、1万点以上の物品などが保管されている。

### 2005年10月17日の火災による被害

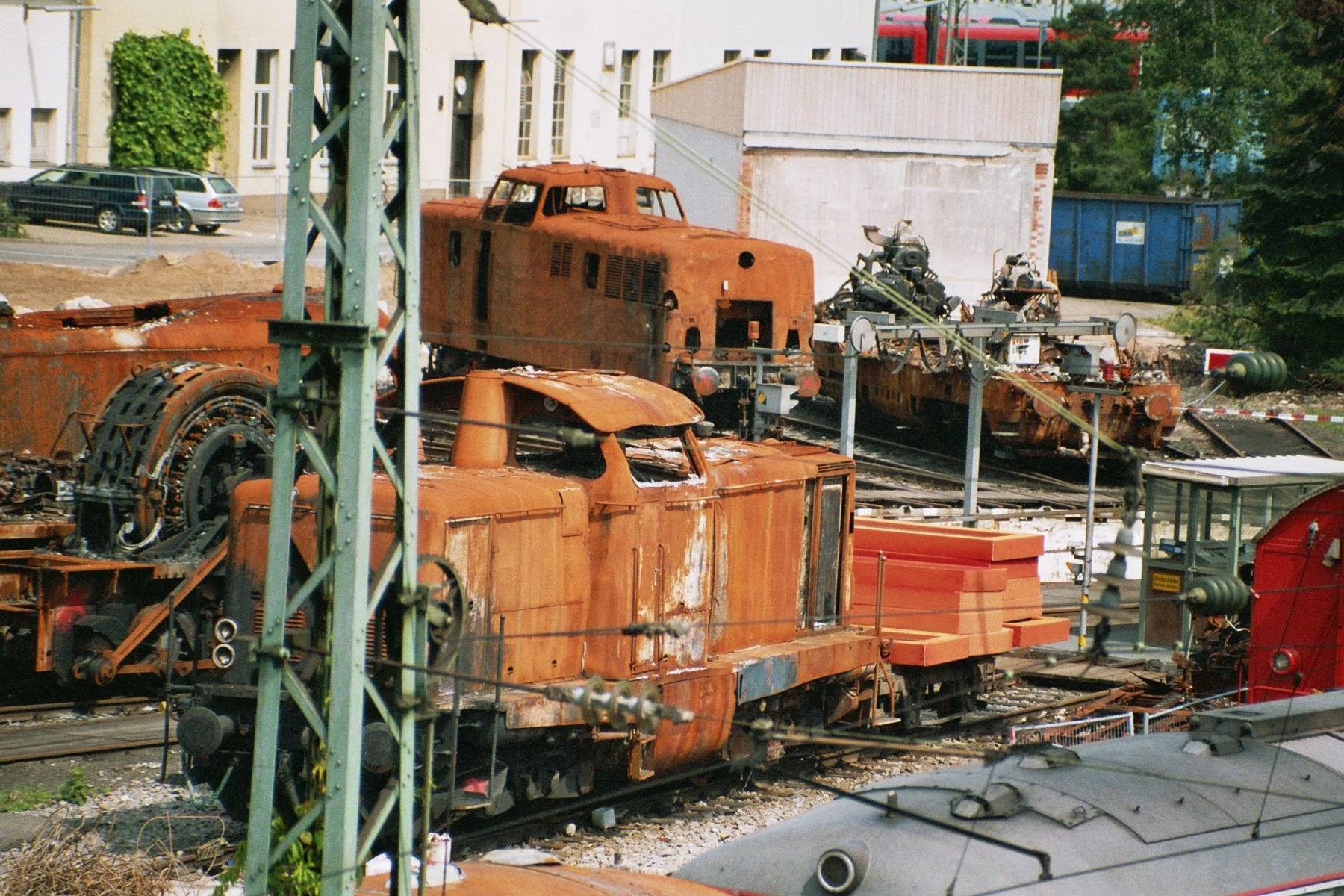
ゴステンホーフ機関区に置かれている、焼失した機関車の残骸。手前に置かれているのはドイツ国鉄V100型ディーゼル機関車 (DB-Baureihe V 100)

2005年10月17日の夜、博物館の扇形庫から出火して基礎まで燃えつきた。この機関庫は、博物館の道向いにあり来館者がすぐに訪問することのできる公開スペースである車両ホールとは異なり、ニュルンベルクからおよそ4 kmのところにあるゴステンホーフにあるニュルンベルク西車両基地の中にある。ここには、博物館に収容するスペースがなかった機関車が良好な状態で保管されていた。ニュルンベルクとフュルトの間でドイツで最初の鉄道が開通したときの機関車である「アドラー号」（鷲という意味）の、1935年に製作された走行可能なレプリカがここに置かれていたが、大きく損傷した。マイニンゲン蒸気機関車工場 (Dampflokwerk Meiningen) の熟練技術者および見習いがこの機関車を修繕した。2年に及ぶ修理の後に、アドラー号は2007年10月に再び走行可能となり、2007年11月23日にニュルンベルク交通博物館で展示された。
2008年4月26日の、復元されたアドラー号の初めての走行では、ドイツ連邦議会の議員、ドイツ鉄道の取締役、バイエルン州のベックシュタイン知事などが参加した。1953年に製造された、実動はしないもう1つのレプリカは、博物館で展示されている。
最後に残された1両であった貨物用の45型蒸気機関車 (DRG-Baureihe 45)、E75型電気機関車 (DRG-Baureihe E 75) やその他の展示物、特に機関車や、またそのスペアパーツ類も多くが燃え尽き、あるいは酷く損傷を受けた。
合計24両の歴史的車両が火災で被害を受けた。蒸気機関車とE75型電気機関車は、長期間かけて修理する予定となっている。軽量設計のディーゼル機関車と気動車は修理不可能なほど被害を受けており、2006年7月に解体された。炎上し部分的に崩壊した機関庫は解体された。ほかの博物館に修繕作業のために売却されたり貸し出されたりした機関車もある。そのため、たとえば1959年にドイツ連邦鉄道が最後に製造した蒸気機関車である23型の105号機は、外観の修復のためにハイルブロンの南ドイツ鉄道博物館に貸し出された。

## コブレンツ支館

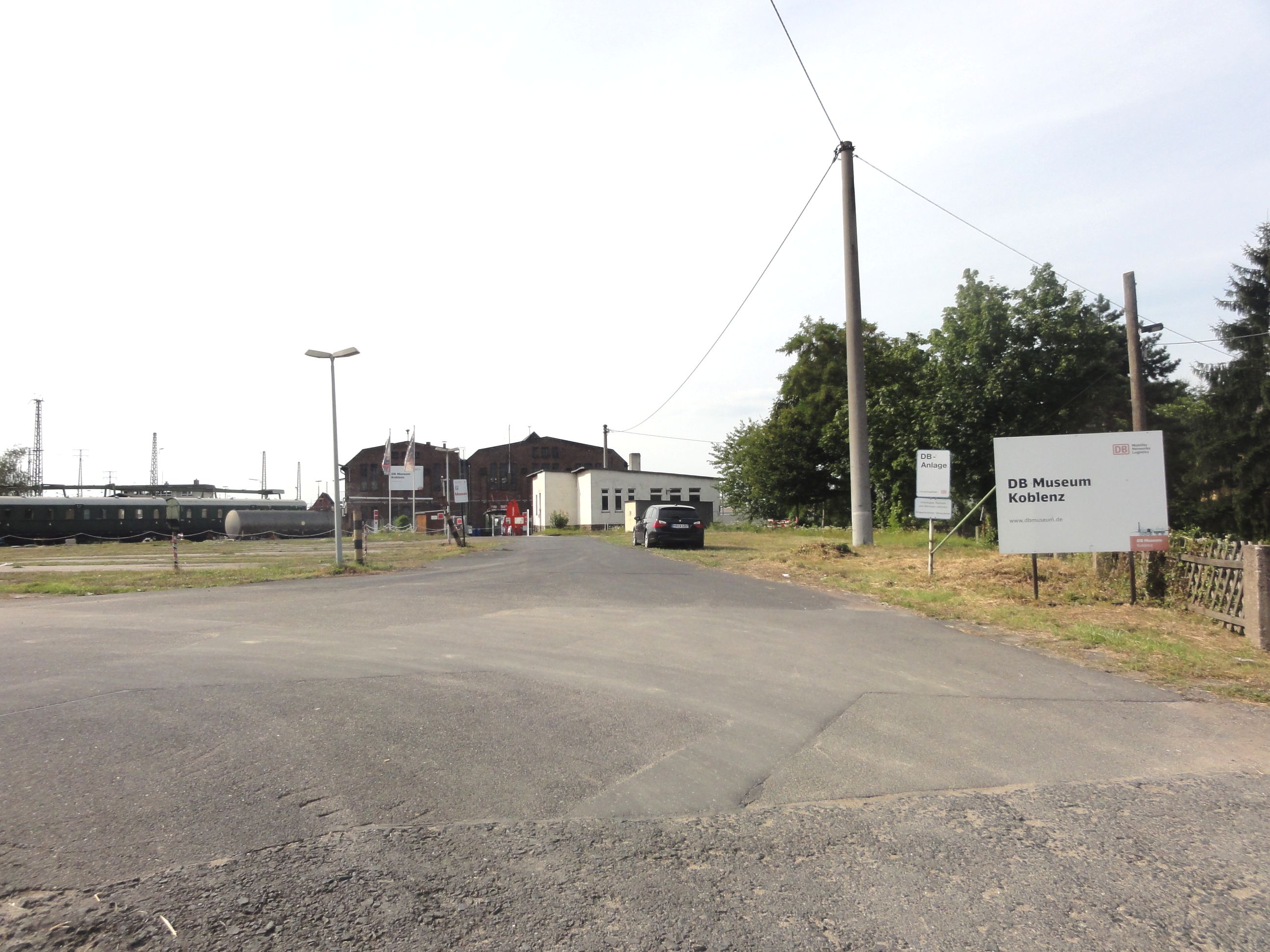
コブレンツ支館

コブレンツのルッツェル地区には支館があり、いくらかの車両が置かれている。この中には高速電気機関車の103型、110型、113型、E44型、E16型、それにヨーゼフ・ゲッベルスの専用列車などがある。これに加えて、クリスティアン・ハーガンス (Maschinenfabrik Christian Hagans) が1903年に製造した製造番号499番のプロイセン国鉄T3型蒸気機関車 (Preußische T 3) を復元したものを厳重な保存状態で見ることができる。この機関車はケルン動物園の遊び場で数十年にわたって遊具として置かれていたものである。
現在、ニュルンベルクの火災で被害を受けた2両の機関車が修繕中である。

## ハレ  (ザーレ)支館

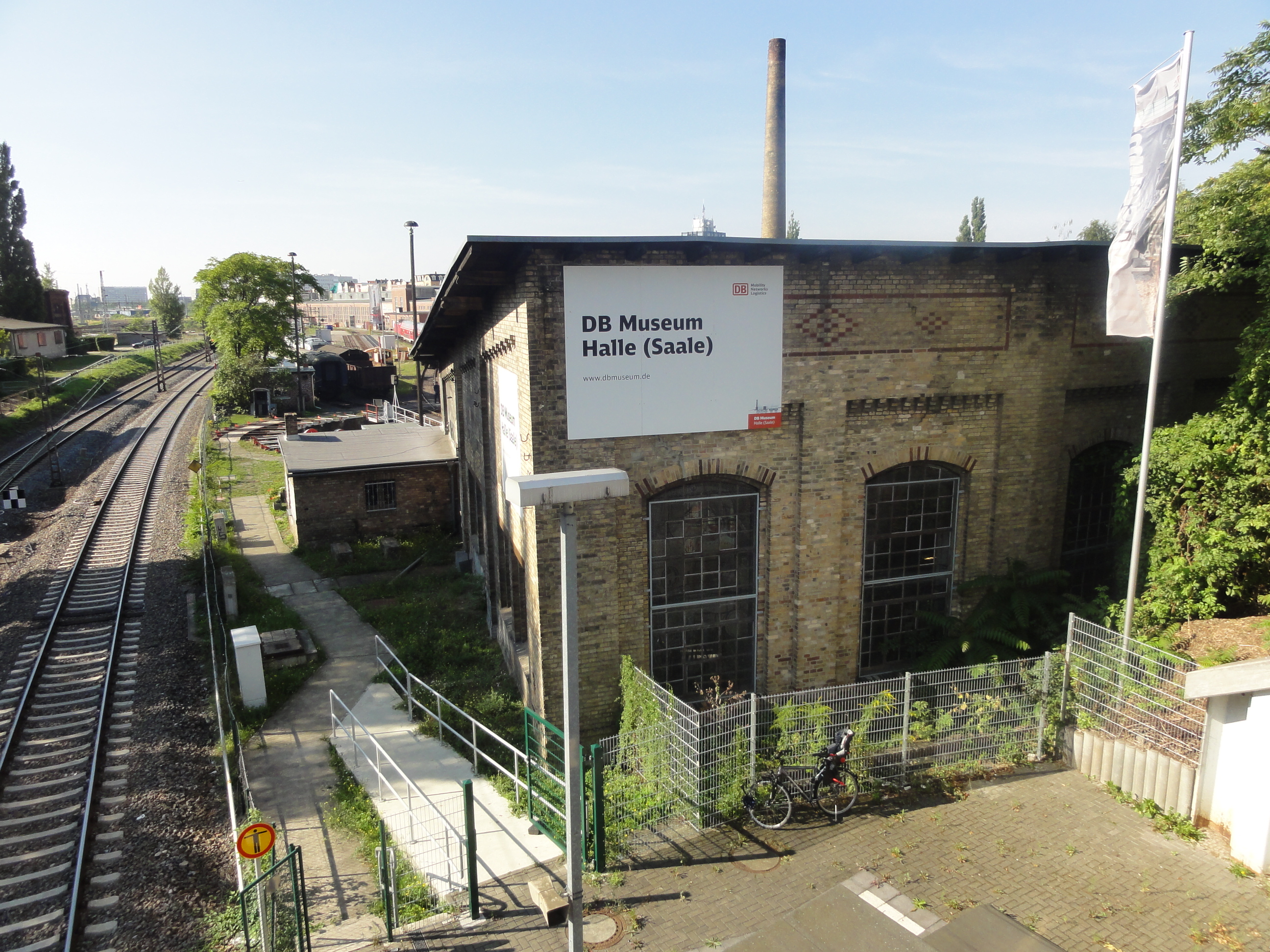
ハレ (ザーレ)支館

ハレ (ザーレ)にあるかつての機関区もニュルンベルク交通博物館の支館である。ここでは特に、旧ドイツ国営鉄道の車両を展示しており、03型蒸気機関車やE11型電気機関車、E18型電気機関車などがある。
ここの車両はBSWグループという組織が保守を担当している。
また、かつての東ドイツ国鉄の研究機関であったVES-Mハレ (VES-M Halle) とその所長であったマックス・バウムベルク (Max Baumberg) に関する常設展示もある。

## 通信博物館

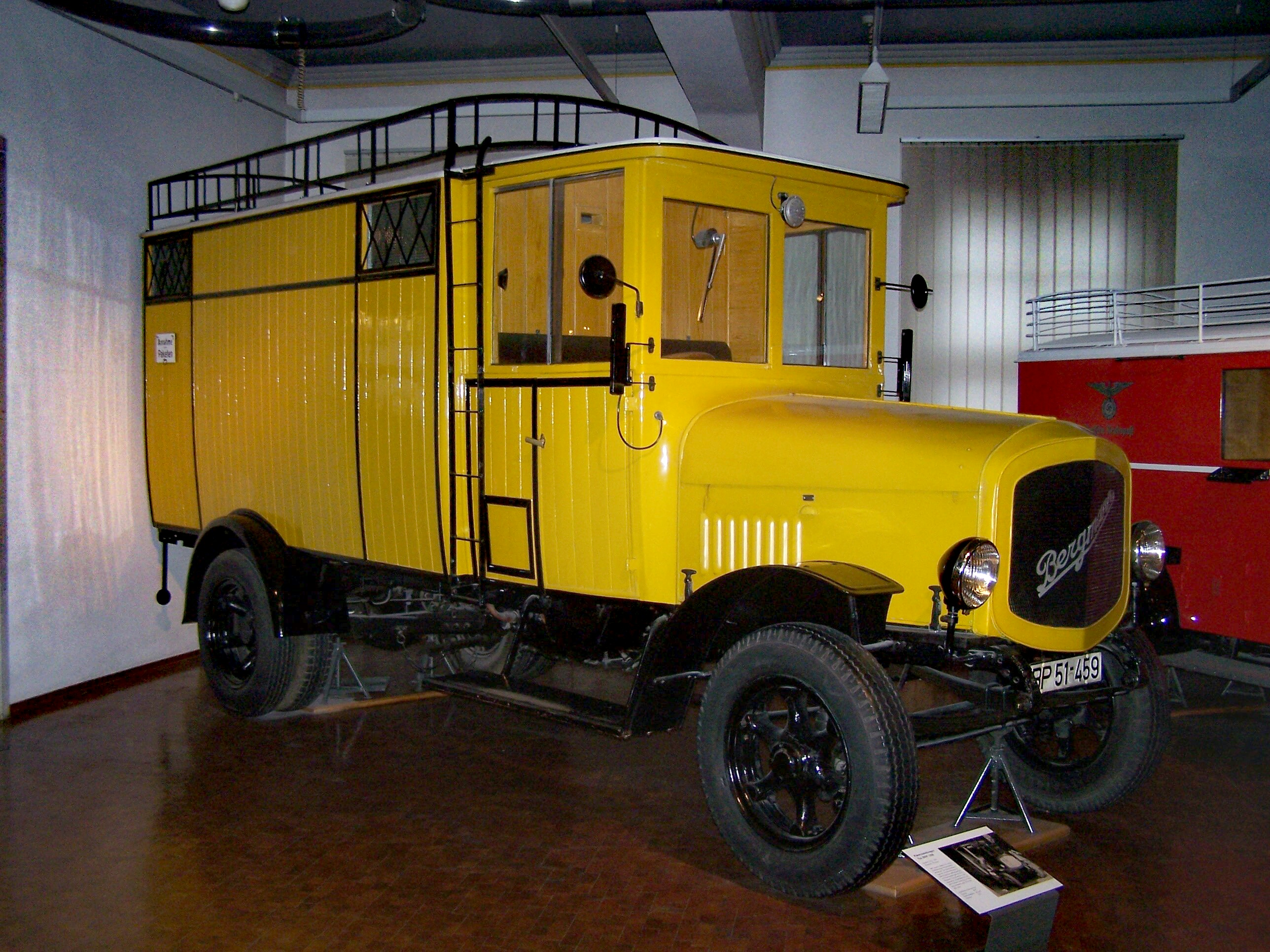
テオドール・ベルクマン製の電動集配車。1922年から1927年の間に製造され、20馬力で速度は20 km/h、2.5 トンの搭載能力がある

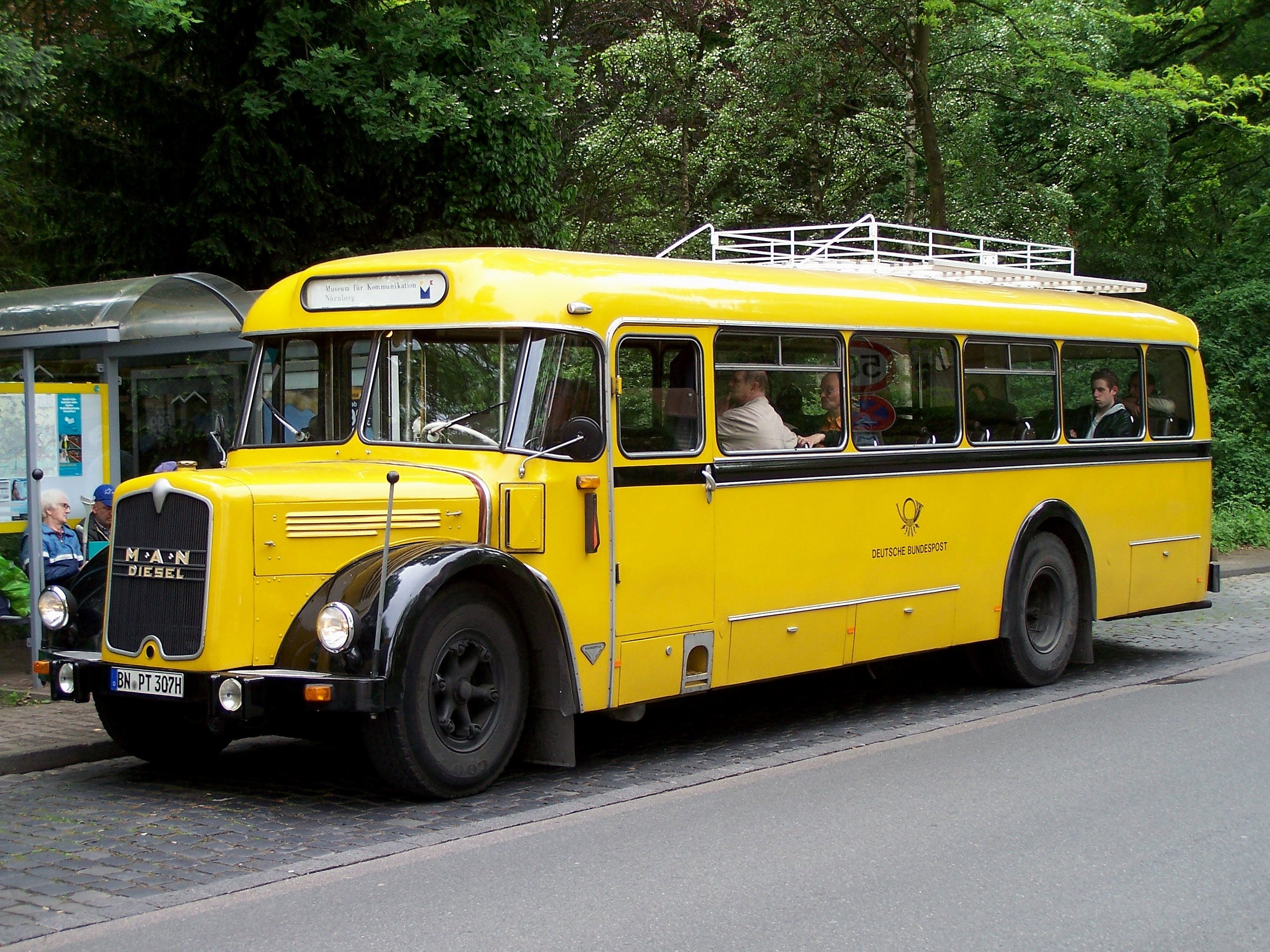
MAN製のポストバス、フランクフルト-シュヴァンハイム間の特別運行において

ニュルンベルク通信博物館は、王立バイエルン郵便博物館を発祥としており、1902年に交通博物館へ統合された。

## 貸切運行
ニュルンベルク交通博物館は、観光用の貸切運行に用いられている車両を保有している。
- 103型の牽引するラインゴルト、ケルン所蔵。
- 記念列車「ツヴィッカウ」、ベルリン所蔵。
- ブラウアー・エンツィアン、ベルリン所蔵。
- ドイツ連邦鉄道の急行列車、デュッセルドルフ所蔵。
- アドラー号と3両のトロッコ、ニュルンベルク所蔵。

## 映画
- SWR: Eisenbahn-Romantik – 100 Jahre Verkehrsmuseum Nürnberg（鉄道ロマン - ニュルンベルク交通博物館の100年、エピソード347番）